# Альбиция
Альби́ция (лат. Albizia) — род тропических деревьев и кустарников семейства Бобовые (Fabaceae). Для растений характерны шаровидные соцветия, цветки которых имеют очень длинные тычинки.
Род назван в честь одного из представителей рода Альбицци, Филиппо Альбицци (итал. Filippo degli Albizzi, первая половина XVIII века), который привёз в 1740-х годах из Константинополя в Европу растение, позже ставшее известным под названием Albizia julibrissin, где 
видовой эпитет образован от искажённого перс. گل ابریشم‎ (gul-i abrisham) — «шёлковый цветок».

## Таксономия
Albizia Durazz., Magazzino toscano 3(4): 13–14, pl. [opposite p. 1]. 1772. 

### Синонимы
- Albizzia Benth., orth. var.
- Arthrosamanea Britton & Rose
- Besenna A.Rich.
- Parasamanea Kosterm.
- Parenterolobium Kosterm.
- Pseudalbizzia Britton & Rose
- Sassa Bruce ex J.F.Gmel.
- Serialbizzia Kosterm.

### Виды
Род Альбиция включает в себя более 130 видов, некоторые из них:
- Albizia adianthifolia (Schum.) W.Wight
- Albizia berteriana (DC.) Fawc. & Rendle
- Albizia buntingii Barneby & J.W.Grimes
- Albizia burkartiana Barneby & J.W.Grimes
- Albizia edwallii (Hoehne) Barneby & J.W.Grimes [syn.  Albizia austrobrasilica]
- Albizia julibrissin Durazz. typus[1] — Альбиция ленкоранская, или акация шёлковая, или шёлковый куст, или шёлковое дерево, или гюль-эбришим
- Albizia lebbeck (L.) Benth.

Вид Albizia saman (Jacq.) F.Muell. обычно относят к роду Samanea как Samanea saman (Jacq.) Merr., 1916

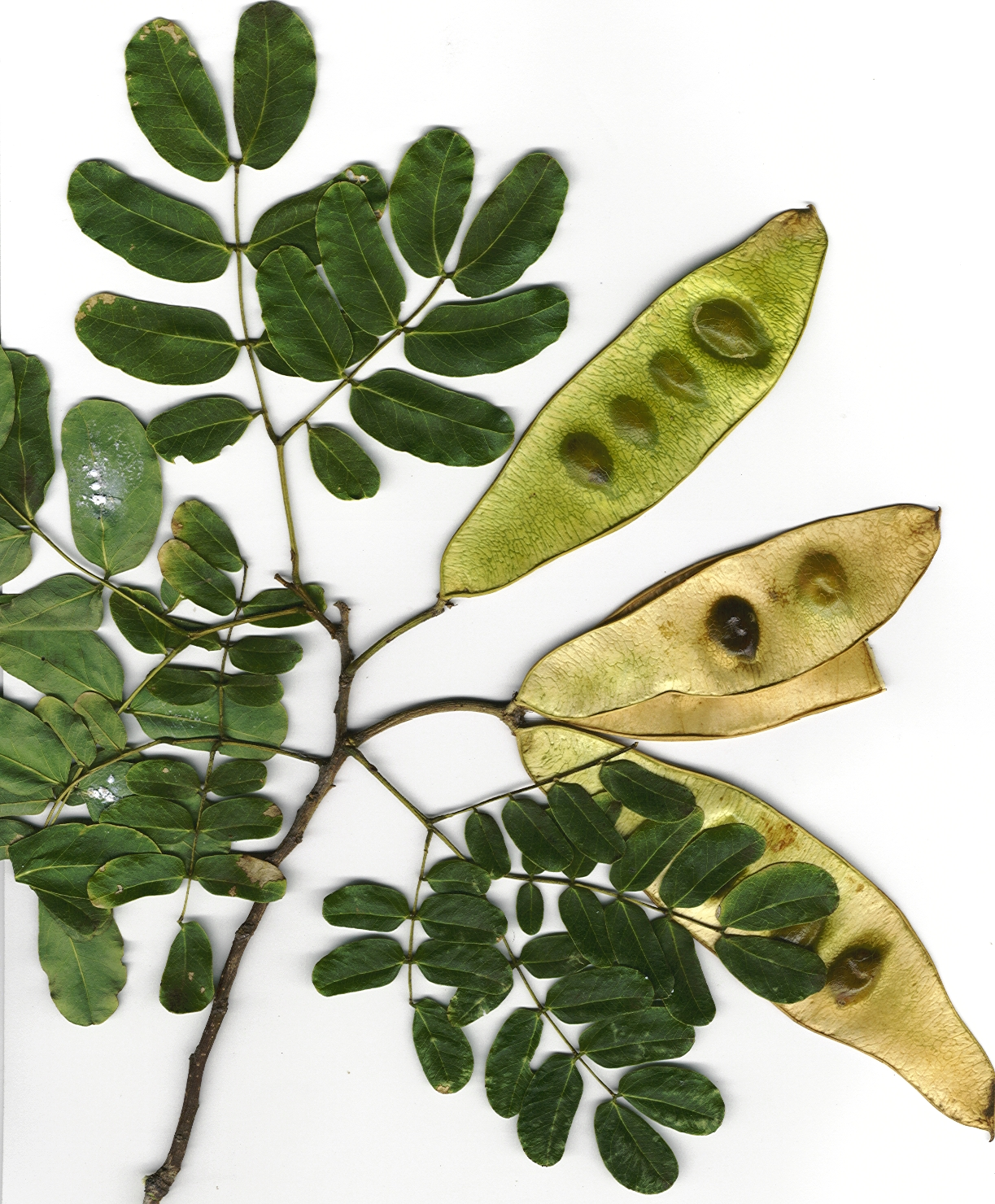
Albizia lebbeck
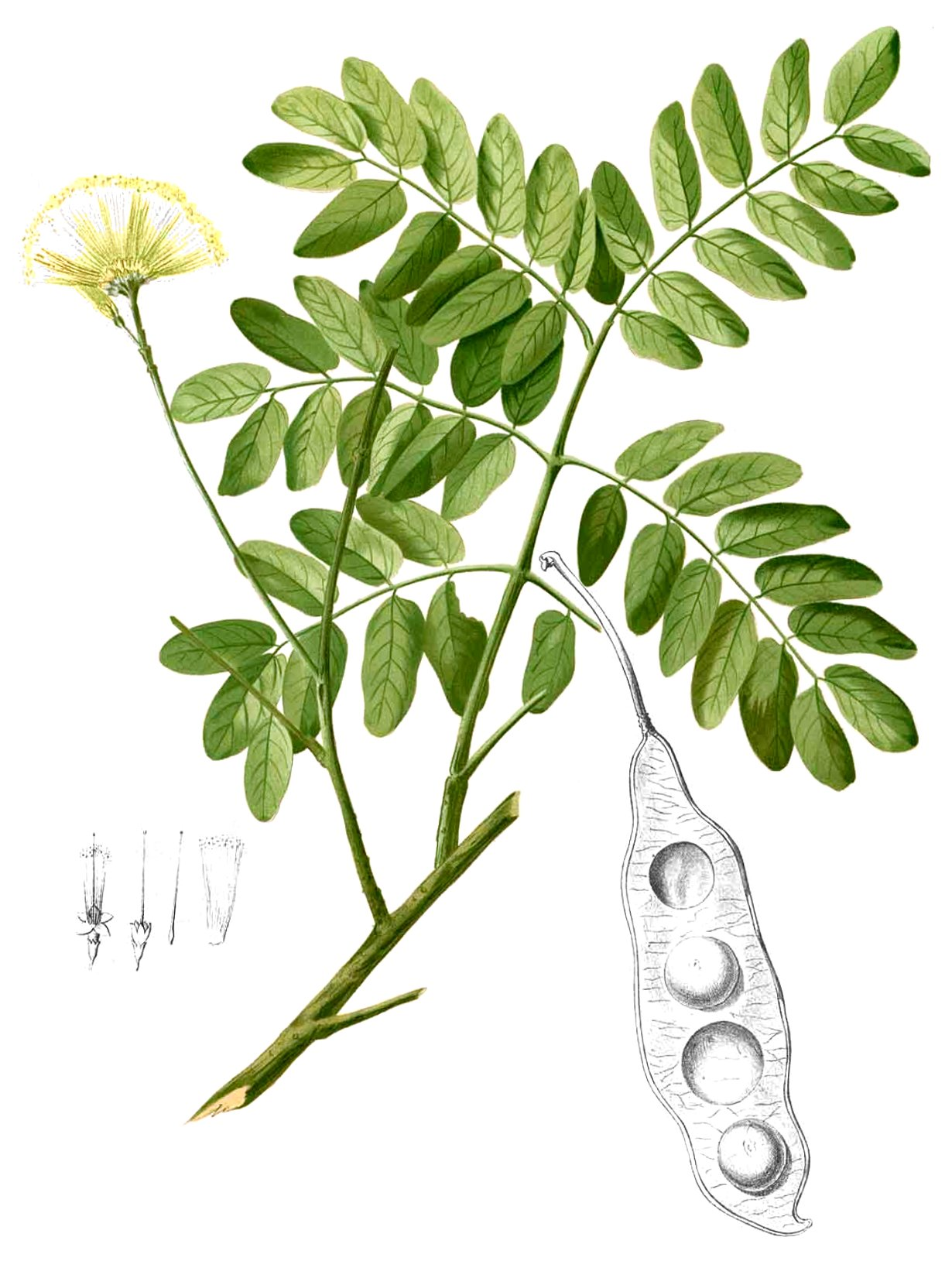
Albizia lebbek
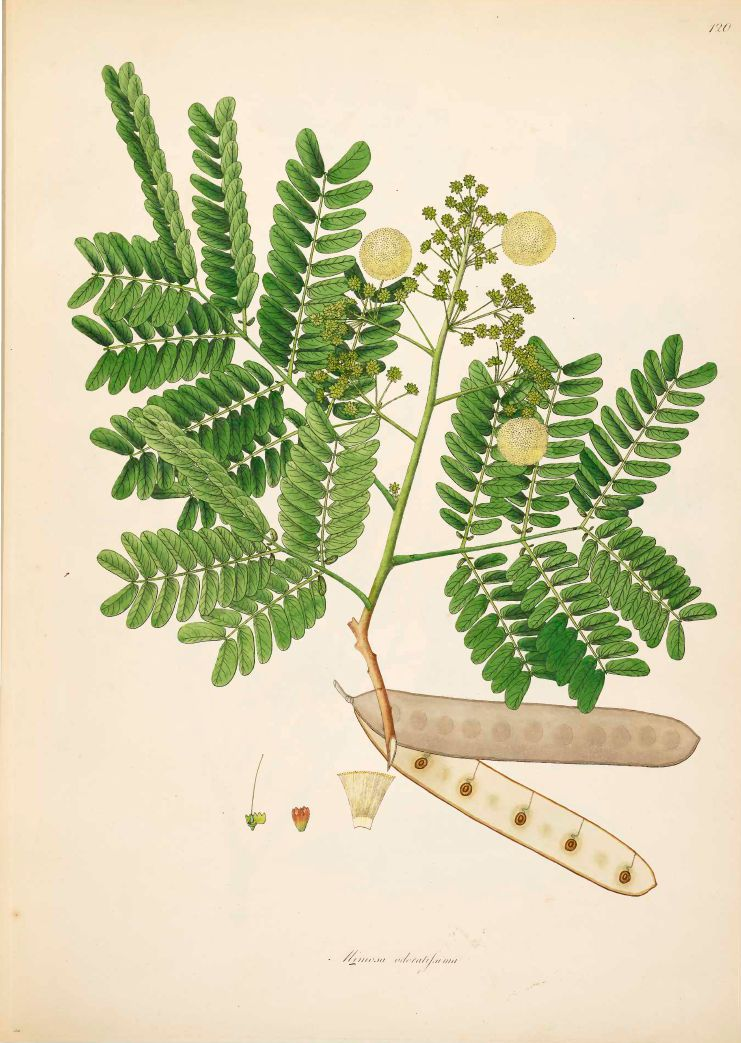
Albizia odoratissima